# مارتین دیوید کروسکال
مارتین دیوید کروسکال (انگلیسی: Martin David Kruskal؛ زاده ۲۸ سپتامبر ۱۹۲۵ درگذشته ۲۶ دسامبر ۲۰۰۶) یک فیزیک‌دان در زمینه فیزیک ریاضی اهل ایالات متحده آمریکا بود.